# Баландин, Сергей Николаевич
Сергей Николаевич Баландин (18 апреля 1930, Иркутск — 13 января 2004, Новосибирск) — летописец истории градостроительства, советский, российский архитектор, доктор архитектуры (1988), профессор (1989), Заслуженный архитектор Российской Федерации (1994).  Создатель Музея истории архитектуры и архитектурного образования Сибири.

## Биография
Родился в семье служащих. В 1954 году окончил Новосибирский инженерно-строительный институт, в 1958 — аспирантуру этого же института.
В 1958—1984 годах — ассистент, доцент, учёный секретарь кафедры архитектуры, заведующий кафедрой Новосибирского государственного инженерно-строительного института. В 1962 году стажировался в Италии. В 1980 году окончил докторантуру при Новосибирском инженерно-строительном институте.
В 1984—2000 годах — и. о. профессора, профессор кафедры основ архитектурного проектирования, истории архитектуры и градостроительства Новосибирской государственной архитектурно-художественной академии; в 1988 году защитил докторскую диссертацию; с 1989 года — профессор.
Состоял членом правления Новосибирского отделения Союза архитекторов России (1961—1969), а также членом правления Всероссийского общества охраны памятников истории и культуры.
В течение 50 лет собирал фотодокументы, рисунки, эскизы, графические изображения, мемориальные предметы, фрагменты деревянного зодчества, археологические находки, подлинные авторские проекты, курсовые и дипломные проекты студентов-архитекторов, научные труды, статьи нескольких поколений сибирских архитекторов, педагогов, выпускников архитектурной школы Сибири — по всем направлениям истории и развития архитектуры и архитектурного образования Сибири — часть личной библиотеки профессора Баландина, систематизированная газетная летопись местных изданий, Новониколаевска-Новосибирска и т. д. Собранные материалы в 1995 году передал в образованный в 1989 году Новосибирский государственный архитектурный институт.
Автор 107 научных публикаций, в том числе 9 монографий, по истории архитектуры Сибири, Новосибирской области и Новосибирска.
Скончался 13 января 2004 года. Похоронен на Заельцовском кладбище Новосибирска (квартал 41н).

### Избранные труды
- Баландин С. Н. А. Д. Крячков. Сибирский архитектор : Докум. очерк. — Новосибирск: Кн. изд-во, 1991. — 159 с. — (Земляки). — 5000 экз. — ISBN 5-7620-0537-2.
- Баландин С. Н. Деревянное зодчество Сибири в XVII-XIX веках : (Генезис, эволюция, геогр. районирование, типол. особенности) : Автореф. дис. … д-ра архитектуры. — М., 1983. — 47 с.
- Баландин С. Н. История архитектуры русских земледельческих поселений в Сибири (XVII - нач. XX вв.) : Учеб. пособие. — Новосибирск: НИСИ, 1984. — 83 с. — 500 экз.
- Баландин С. Н. Культовое каменное зодчество Сибири в XVIII в.: [Учеб. пособие]. — Новосибирск: Новосиб. архит. ин-т, 1994. — 120 с. — 300 экз.
- Баландин С. Н. Новосибирск : История градостроительства 1893—1945 гг. — Новосибирск: Зап.-Сиб. кн. изд-во, 1978. — 135 с. — 30 000 экз.
- Баландин С. Н. Новосибирск : История градостроительства 1945—1985 гг. — Новосибирск: Кн. изд-во, 1986. — 155 с. — 50 000 экз.
- Баландин С. Н. Новосибирск: что остается в наследство?.. : История стр-ва и архитектура здания Театра оперы и балета. — Новосибирск: Кн. изд-во, 1990. — 103 с. — 5000 экз. — ISBN 5-7620-0402-3.
- Баландин С. Н. Эволюция русского деревянного зодчества Сибири с конца XVI до начала XX веков : Автореф. дис. … д-ра архитектуры. — М., 1987. — 46 с.
- Баландин С. Н., Курыгина Л. И., Дьячков В. Н. и др. Климат Барнаула / Под ред. С. Д. Кошинского, В. Л. Кухарской. — Л.: Гидрометеоиздат, 1984. — 171 с. — (Климат города). — 610 экз.

## Награды и признание
- почётный член Российской академии архитектуры и строительных наук (1994)
- Заслуженный архитектор Российской Федерации (29 декабря 1994) — за заслуги в области архитектуры и многолетний доборсовестный труд

## Память
- Имя С. Н. Баландина носит Музей истории архитектуры Сибири[7].
- Научные чтения памяти С. Н. Баландина — «Баландинские чтения» — организуются НГУАДИ (бывшей НГАХА) с 2006 года и проходят на всероссийском уровне с международным участием[8].